# Retizafra
Retizafra is een geslacht van weekdieren uit de klasse van de Gastropoda (slakken).

## Soorten
- Retizafra brevilata K. Monsecour & D. Monsecour, 2016
- Retizafra bulbacea K. Monsecour & D. Monsecour, 2016
- Retizafra calva (Verco, 1910)
- Retizafra cryptheliae K. Monsecour & D. Monsecour, 2016
- Retizafra decussata (Lussi, 2002)
- Retizafra dentilabia (Lussi, 2009)
- Retizafra gemmulifera (Hedley, 1907)
- Retizafra hordeum K. Monsecour & D. Monsecour, 2016
- Retizafra intricata (Hedley, 1912)
- Retizafra mitromorpha K. Monsecour & D. Monsecour, 2016
- Retizafra multicostata (May, 1911)
- Retizafra oryza K. Monsecour & D. Monsecour, 2016
- Retizafra plexa (Hedley, 1902)
- Retizafra rotundata K. Monsecour & D. Monsecour, 2016
- Retizafra toreuma Maxwell, 1988 †
- Retizafra valae (Lussi, 2009)
- Retizafra zingiber K. Monsecour & D. Monsecour, 2016